# La Vie (rivier)
La Vie is een 67 kilometer lange rivier in Normandië, Frankrijk. La Vie is een regenrivier en begint op 227 meter hoogte bij Val Héroult in de plaats Ménil-Hubert-en-Exmes. La Vie stroomt uit in de Dives bij Biéville-Quétiéville.
De loop van de rivier is overwegend noord/noordwest georiënteerd. De rivier stroomt via Vimoutiers en Livarot. Het krijgt water van de twee belangrijke zijrivieren, La Viette O. in Vimoutiers en de La Viette C. in Mesnil-Mauger. De rivier stroomt in de Dives in de moerassen van Biéville-Quétiéville in het departement Calvados. La Vie telt ongeveer 56 zijrivieren, waarvan 36 niet altijd water aanvoeren.
Het stroomgebied van La Vie heeft een oppervlakte van 450 km². In het stroomgebied wonen ongeveer 18.000 mensen.